# Magny-Lambert
Magny-Lambert – miejscowość i gmina we Francji, w regionie Burgundia-Franche-Comté, w departamencie Côte-d’Or.
Według danych na rok 1990 gminę zamieszkiwało 105 osób, a gęstość zaludnienia wynosiła 8 osób/km² (wśród 2044 gmin Burgundii Magny-Lambert plasuje się na 805. miejscu pod względem liczby ludności, natomiast pod względem powierzchni na miejscu 742.).